# Simon Nestler

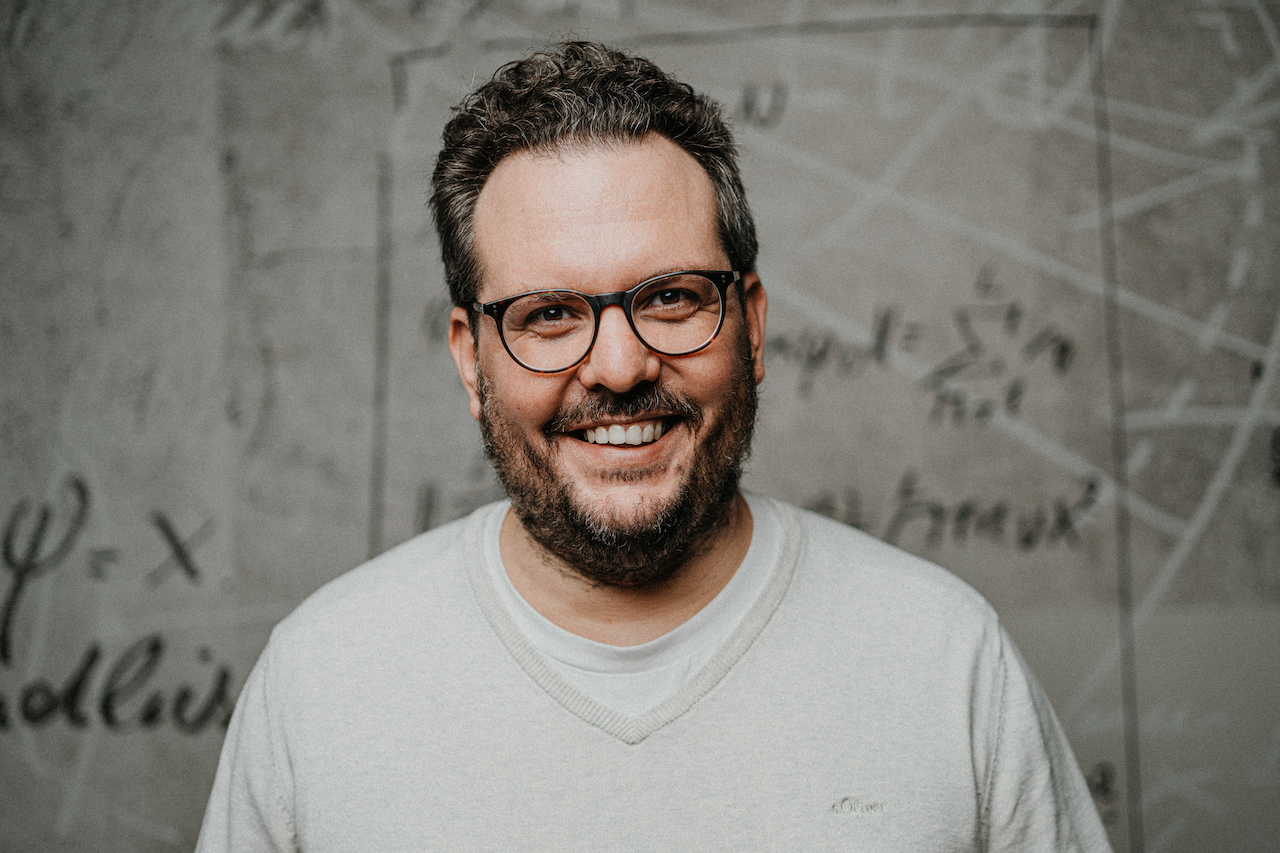
Simon Nestler

Simon Nestler (*  3. Juli 1983 in München) ist ein deutscher Informatiker und lehrt als Professor für Mensch-Computer-Interaktion an der Technischen Hochschule Ingolstadt.

## Werdegang
Nestler wuchs in München auf, studierte nach seinem Abitur am Gymnasium Fürstenried an der Technischen Universität München Informatik und erwarb 2006 seinen Abschluss als Diplom-Informatiker. Anschließend war er als wissenschaftlicher Mitarbeiter in der Forschungsgruppe Augmented Reality tätig, wo er 2010 mit einer Dissertation über „Konzeption, Implementierung und Evaluierung von Benutzerschnittstellen für lebensbedrohliche, zeitkritische und instabile Situationen“ bei Gudrun Klinker zum Dr. rer. nat. in Informatik promoviert wurde. Während seiner Tätigkeit war er außerdem Mitglied der International Graduate School of Science and Engineering (IGSSE) und nahm dort am „Research Training Program“ zur Förderung von interdisziplinärer Spitzenforschung im Bereich der Natur- und Ingenieurwissenschaften teil. Nach seiner Promotion war Nestler bei dem Unternehmen IntraWorlds als User Experience Designer tätig. Im November 2011 folgte er dem Ruf auf eine Professur für Mensch-Computer-Interaktion an der Hochschule Hamm-Lippstadt, seit dem Sommersemester 2019 lehrt er an der Technischen Hochschule Ingolstadt.
Der Forschungsschwerpunkt von Simon Nestler liegt in der sicherheitskritischen Mensch-Computer-Interaktion. Er fokussiert sich dabei auf die Nutzung von interaktiven Systemen durch Anwender, die sich in kognitiv anspruchsvollen Primäraufgaben befinden. Im Rahmen seiner bisherigen Forschungstätigkeiten hat er interaktive Systeme für Autofahrer gestaltet und entwickelt, welche diese unmittelbar vor kritischen Situationen unterstützen. Von ihm entwickelte mobile Lösungen für Rettungskräfte haben die Durchführung von Triage-Prozessen in Katastrophen vereinfacht. Darüber hinaus hat er kollaborative Multi-Touch Lösungen entwickelt, mit denen Einsatzkräfte besser auf Großschadenslagen vorbereitet werden können. Nestler ist Mitglied der Association for Computing Machinery, der ACM SIGCHI, der Gesellschaft für Informatik und der German UPA.
An der TU München und an der HSHL bearbeitete Nestler Forschungsprojekte des Bundes sowie der Industrie, wie:
- Untersuchung von mobilen und selbstorganisierenden Kommunikations- und Datenplattformen sowie einheitliche und dienstübergreifende Organisations- und Handlungsstrategien für komplexe Großlagen (Projekt SpeedUp).[5]
- Interkommunale Konzepte zur Stärkung von Resilienz von Ballungsgebieten (Projekt Interkom).[6]
- Intelligent Support for Prospective Action (Projekt ISPA).[7]

Er ist verheiratet und hat eine Tochter.

## Auszeichnungen
- Junior-Fellow der Gesellschaft für Informatik (September 2018).[8]